# A Square Enix videójátékainak listája
Ez a lista tartalmazza a Square Enix által fejlesztett, kiadott, forgalmazott vagy törölt játékokat a Square és az Enix 2003. április 1-jei egyesülése óta. A két cég korábban megjelent játékaiért lásd A Square játékainak listája és Az Enix játékainak listája szócikkeket. A letölthető játékaikért lásd A Square Enix letölthető játékainak listája című cikket.

## Konzolos játékok

### Game Boy Advance
| Cím                                                    | Eredeti megjelenés                 | Fejlesztő(k)         | JP   | NA   | EU   | AUS  |
| ------------------------------------------------------ | ---------------------------------- | -------------------- | ---- | ---- | ---- | ---- |
| Final Fantasy Tactics Advance                          | 2003. február 14. (a Square által) | Square               | Igen | Igen | Igen | Igen |
| Sword of Mana                                          | 2003. augusztus 29.                | Brownie Brown        | Igen | Igen | Igen | Igen |
| Slime MoriMori Dragon Quest: Sógeki no Sippo Dan       | 2003. november 14.                 | Tose                 | Igen |      |      |      |
| Dragon Quest Characters: Torneko no Daibóken 3 Advance | 2004. június 24.                   | Rakish               | Igen |      |      |      |
| Final Fantasy I & II: Dawn of Souls                    | 2004. július 29.                   | Tose                 | Igen | Igen | Igen | Igen |
| Kingdom Hearts: Chain of Memories                      | 2004. november 11.                 | Square Enix, Jupiter | Igen | Igen | Igen | Igen |
| Final Fantasy IV Advance                               | 2005. december 15.                 | Tose                 | Igen | Igen | Igen | Igen |
| Final Fantasy V Advance                                | 2006. október 12.                  | Tose                 | Igen | Igen | Igen | Igen |
| Final Fantasy VI Advance                               | 2006. november 30.                 | Tose                 | Igen | Igen | Igen | Igen |

### GameCube
| Cím                              | Eredeti megjelenés | Fejlesztő(k)              | JP   | NA   | EU   | AUS  |
| -------------------------------- | ------------------ | ------------------------- | ---- | ---- | ---- | ---- |
| Final Fantasy Crystal Chronicles | 2003. augusztus 8. | The Game Designers Studio | Igen | Igen | Igen | Igen |

### Nintendo DS
| Cím                                                                                           | Eredeti megjelenés   | Fejlesztő(k)                      | JP   | NA   | EU   | AUS  |
| --------------------------------------------------------------------------------------------- | -------------------- | --------------------------------- | ---- | ---- | ---- | ---- |
| Egg Monster Hero                                                                              | 2005. március 24.    | Neverland                         | Igen |      |      |      |
| Dragon Quest Heroes: Rocket Slime                                                             | 2005. december 1.    | Tose                              | Igen | Igen |      |      |
| Children of Mana                                                                              | 2006. március 2.     | Nex Entertainment                 | Igen | Igen | Igen | Igen |
| EU Mario Slam Basketball NA / AUS Mario Hoops 3-on-3                                          | 2006. július 27.     | Square Enix                       | Igen | Igen | Igen | Igen |
| Final Fantasy III                                                                             | 2006. augusztus 24.  | Square Enix, Matrix Software      | Igen | Igen | Igen | Igen |
| Final Fantasy Fables: Chocobo Tales                                                           | 2006. december 14.   | h.a.n.d.                          | Igen | Igen | Igen | Igen |
| Dragon Quest Monsters: Joker                                                                  | 2006. december 28.   | Tose                              | Igen | Igen | Igen | Igen |
| Heroes of Mana                                                                                | 2007. március 8.     | Brownie Brown                     | Igen | Igen | Igen | Igen |
| Front Mission                                                                                 | 2007. március 22.    | Square Enix                       | Igen | Igen |      |      |
| Final Fantasy XII: Revenant Wings                                                             | 2007. április 26.    | Think & Feel                      | Igen | Igen | Igen | Igen |
| Itadaki Street DS                                                                             | 2007. június 21.     | Think Garage                      | Igen |      |      |      |
| The World Ends with You                                                                       | 2007. július 27.     | Square Enix, Jupiter              | Igen | Igen | Igen | Igen |
| Final Fantasy Crystal Chronicles: Ring of Fates                                               | 2007. augusztus 23.  | Square Enix                       | Igen | Igen | Igen | Igen |
| Final Fantasy Tactics A2: Grimoire of the Rift                                                | 2007. október 25.    | Square Enix                       | Igen | Igen | Igen | Igen |
| Joszumin DS                                                                                   | 2007. november 8.    | Square Enix                       | Igen |      |      |      |
| EU / AUS Dragon Quest: The Chapters of the Chosen NA Dragon Quest IV: Chapters of the Chosen  | 2007. november 22.   | ArtePiazza, Cattle Call           | Igen | Igen | Igen | Igen |
| Final Fantasy Fables: Chocobo's Dungeon                                                       | 2007. december 17.   | h.a.n.d                           | Igen | Igen | Igen | Igen |
| Final Fantasy IV                                                                              | 2007. december 20.   | Square Enix, Matrix Software      | Igen | Igen | Igen | Igen |
| Front Mission 2089: Border of Madness                                                         | 2008. május 29.      | Square Enix                       | Igen |      |      |      |
| Arkanoid DS                                                                                   | 2008. június 17.     | Taito                             | Igen | Igen | Igen | Igen |
| Space Invaders Extreme                                                                        | 2008. június 17.     | Taito                             | Igen | Igen | Igen | Igen |
| Nanasi no Game                                                                                | 2008. július 3.      | Epics                             | Igen |      |      |      |
| EU Dragon Quest: The Hand of the Heavenly Bride NA Dragon Quest V: Hand of the Heavenly Bride | 2008. július 17.     | ArtePiazza                        | Igen | Igen | Igen | Igen |
| The Legend of Kage 2                                                                          | 2008. augusztus 8.   | Taito, Lancarse                   | Igen | Igen | Igen | Igen |
| Sigma Harmonics                                                                               | 2008. augusztus 21.  | Square Enix, Think Garage         | Igen |      |      |      |
| Snoopy DS: Let's Go Meet Snoopy and His Friends!                                              | 2008. október 9.     | Square Enix                       | Igen |      |      |      |
| Exit DS                                                                                       | 2008. október 13.    | Moss                              | Igen | Igen | Igen | Igen |
| Cid to Chocobo no Fusigina Dungeon Toki Vaszure no Meikjú DS+                                 | 2008. október 30.    | h.a.n.d.                          | Igen |      |      |      |
| Valkyrie Profile: Covenant of the Plume                                                       | 2008. november 1.    | tri-Ace                           | Igen | Igen | Igen | Igen |
| Pingu's Wonderful Carnival!                                                                   | 2008. november 6.    | Square Enix                       | Igen |      |      |      |
| Chrono Trigger                                                                                | 2008. november 20.   | Tose                              | Igen | Igen | Igen | Igen |
| Chocobo to Mahó no Ehon: Madzsó to Sódzso to Gonin no Júsa                                    | 2008. december 11.   | h.a.n.d.                          | Igen |      |      |      |
| Final Fantasy Crystal Chronicles: Echoes of Time                                              | 2009. január 29.     | Square Enix                       | Igen | Igen | Igen | Igen |
| My Pet Shop                                                                                   | 2009. február 27.    | Taito                             | Igen | Igen | Igen | Igen |
| Kurosicudzsi: Phantom & Ghost                                                                 | 2009. március 19.    | Eighting                          | Igen |      |      |      |
| Kingdom Hearts 358/2 Days                                                                     | 2009. május 30.      | Square Enix, h.a.n.d.             | Igen | Igen | Igen | Igen |
| Dragon Quest IX: Sentinels of the Starry Skies                                                | 2009. július 11.     | Armor Project, Level-5            | Igen | Igen | Igen | Igen |
| EU Puzzle Bobble Galaxy NA Space Bust-a-Move                                                  | 2009. július 27.     | Taito, Lancarse                   | Igen | Igen | Igen |      |
| Blood of Bahamut                                                                              | 2009. augusztus 6.   | Think & Feel                      | Igen |      |      |      |
| Nanasi no Game Me                                                                             | 2009. augusztus 27.  | Epics                             | Igen |      |      |      |
| Mini Ninjas                                                                                   | 2009. szeptember 8.  | IO Interactive, Eidos Interactive |      | Igen | Igen | Igen |
| SaGa 2: Hihó Denszecu Goddess of Destiny                                                      | 2009. szeptember 17. | Square Enix, Racjin               | Igen |      |      |      |
| Space Invaders Extreme 2                                                                      | 2009. október 2.     | Taito, Project Just               | Igen | Igen | Igen |      |
| Final Fantasy: The 4 Heroes of Light                                                          | 2009. október 29.    | Square Enix, Matrix Software      | Igen | Igen | Igen | Igen |
| Cross Treasures                                                                               | 2009. december 3.    | syn Sophia                        | Igen |      |      |      |
| Dragon Quest VI: Realms of Revelation                                                         | 2010. január 28.     | ArtePiazza                        | Igen | Igen | Igen |      |
| Pony Friends 2                                                                                | 2010. február 23.    | Tantalus Media                    |      | Igen | Igen |      |
| Lufia: Curse of the Sinistrals                                                                | 2010. február 25.    | Neverland                         | Igen | Igen |      |      |
| Dragon Quest Monsters: Joker 2                                                                | 2010. április 28.    | Tose                              | Igen |      |      |      |
| Densa de Go! Tokubecu-hen: Fukkacu Sóva no Jamateszen                                         | 2010. július 22.     | Taito                             | Igen |      |      |      |
| Kingdom Hearts Re:coded                                                                       | 2010. október 7.     | Square Enix, h.a.n.d.             | Igen | Igen | Igen | Igen |
| SaGa 3: Shadow or Light                                                                       | 2011. január 6.      | Square Enix, Racjin               | Igen |      |      |      |
| Dragon Quest Monsters: Joker 2 Professional                                                   | 2011. március 31.    | Tose                              | Igen |      |      |      |

1. 1 2 3 4 5 6  Taito játékok, melyeket Európában a Square Enix adott ki.

### Nintendo 3DS
| Cím                                                                    | Eredeti megjelenés | Fejlesztő(k) | JP      | NA      | EU      | AUS     |
| ---------------------------------------------------------------------- | ------------------ | ------------ | ------- | ------- | ------- | ------- |
| Bust-a-Move Universe                                                   | 2011. február 26.  | Taito        | Igen    | Igen    | Igen    | Igen    |
| Slime Mori Mori Dragon Quest 3: The Great Pirate Ship and Tails Troupe | TBA                | Tose         | Érkezik |         |         |         |
| Kingdom Hearts 3D: Dream Drop Distance                                 | TBA                | Square Enix  | Érkezik | Érkezik | Érkezik | Érkezik |
| Heroes of Ruin                                                         | TBA                | n-Space      |         |         |         |         |
| Chocobo Racing 3D (fejlesztői cím)                                     | TBA                | h.a.n.d.     |         |         |         |         |
| Final Fantasy (fejlesztői cím)                                         | TBA                | Square Enix  |         |         |         |         |

### PlayStation
| Cím                   | Eredeti megjelenés                 | Fejlesztő(k) | JP   | NA   | EU   | AUS  |
| --------------------- | ---------------------------------- | ------------ | ---- | ---- | ---- | ---- |
| Final Fantasy Origins | 2002. október 31. (a Square által) | Tose         | Igen | Igen | Igen | Igen |
| Front Mission 1st     | 2003. október 23.                  | Square Enix  | Igen |      |      |      |
| Front Mission History | 2003. december 11.                 | Square Enix  | Igen |      |      |      |

### PlayStation 2
| Cím                                                                                                | Eredeti megjelenés                  | Fejlesztő(k)                | JP   | NA   | EU   | AUS  |
| -------------------------------------------------------------------------------------------------- | ----------------------------------- | --------------------------- | ---- | ---- | ---- | ---- |
| Final Fantasy X                                                                                    | 2002. május 16. (a Square által)    | Square                      | Igen | Igen | Igen |      |
| Unlimited Saga                                                                                     | 2002. december 19. (a Square által) | Square                      | Igen | Igen | Igen |      |
| Final Fantasy X-2                                                                                  | 2003. március 13. (a Square által)  | Square                      | Igen | Igen | Igen | Igen |
| Handzsuku Hero Tai 3D                                                                              | 2003. június 26.                    | Square Enix                 | Igen |      |      |      |
| All Star Pro-Wrestling III                                                                         | 2003. augusztus 7.                  | Square Enix                 | Igen |      |      |      |
| Drakengard                                                                                         | 2003. szeptember 11.                | cavia                       | Igen | Igen | Igen | Igen |
| Front Mission 4                                                                                    | 2003. december 18.                  | Square Enix                 | Igen | Igen |      |      |
| Fullmetal Alchemist and the Broken Angel                                                           | 2003. december 2.                   | Racjin                      | Igen | Igen |      |      |
| Star Ocean: Till the End of Time (Director's Cut)                                                  | 2004. január 22.                    | tri-Ace                     | Igen | Igen | Igen | Igen |
| Final Fantasy X-2 International + Last Mission                                                     | 2004. február 19.                   | Square Enix                 | Igen |      |      |      |
| Dragon Quest V: Hand of the Heavenly Bride                                                         | 2004. március 25.                   | ArtePiazza, Matrix Software | Igen |      |      |      |
| Fullmetal Alchemist 2: Curse of the Crimson Elixir                                                 | 2004. szeptember 22.                | Racjin                      | Igen | Igen |      |      |
| EU / AUS Dragon Quest: Journey of the Cursed King NA Dragon Quest VIII: Journey of the Cursed King | 2004. november 27.                  | Level-5                     | Igen | Igen | Igen | Igen |
| Dragon Quest & Final Fantasy in Itadaki Street Special                                             | 2004. december 22.                  | Think Garage                | Igen |      |      |      |
| Radiata Stories                                                                                    | 2005. január 27.                    | tri-Ace                     | Igen | Igen |      |      |
| Musashi: Samurai Legend                                                                            | 2005. március 15.                   | Square Enix                 | Igen | Igen | Igen |      |
| Romancing SaGa                                                                                     | 2005. április 21.                   | Square Enix                 | Igen | Igen |      |      |
| Handzsuku Hero 4: 7-Dzsin no Handzsuku Hero                                                        | 2005. május 26.                     | Square Enix                 | Igen |      |      |      |
| Drakengard 2                                                                                       | 2005. június 16.                    | cavia                       | Igen | Igen | Igen | Igen |
| Fullmetal Alchemist 3: Kami o Cugu Sódzso                                                          | 2005. július 21.                    | Racjin                      | Igen |      |      |      |
| Grandia III                                                                                        | 2005. augusztus 4.                  | Game Arts                   | Igen | Igen |      |      |
| Heavy Metal Thunder                                                                                | 2005. szeptember 1.                 | Media.Vision                | Igen |      |      |      |
| Code Age Commanders                                                                                | 2005. október 13.                   | Square Enix                 | Igen |      |      |      |
| Kingdom Hearts II                                                                                  | 2005. december 22.                  | Square Enix                 | Igen | Igen | Igen | Igen |
| Front Mission 5: Scars of the War                                                                  | 2005. december 29.                  | Square Enix                 | Igen |      |      |      |
| Dirge of Cerberus: Final Fantasy VII                                                               | 2006. január 26.                    | Square Enix                 | Igen | Igen | Igen | Igen |
| Final Fantasy XII                                                                                  | 2006. március 16.                   | Square Enix                 | Igen | Igen | Igen | Igen |
| Dragon Quest: Sónen Jangusz to Fusigi no Dungeon                                                   | 2006. április 20.                   | cavia                       | Igen |      |      |      |
| Valkyrie Profile 2: Silmeria                                                                       | 2006. június 22.                    | tri-Ace                     | Igen | Igen | Igen | Igen |
| Dawn of Mana                                                                                       | 2006. december 21.                  | Square Enix                 | Igen | Igen |      |      |
| Kingdom Hearts II Final Mix+                                                                       | 2007. március 29.                   | Square Enix                 | Igen |      |      |      |
| Odin Sphere                                                                                        | 2007. május 17.                     | Vanillaware                 | Igen | Igen | Igen | Igen |
| Final Fantasy XII International Zodiac Job System                                                  | 2007. augusztus 9.                  | Square Enix                 | Igen |      |      |      |
| Shin Megami Tensei: Persona 4                                                                      | 2008. július 10.                    | Atlus                       | Igen | Igen | Igen | Igen |
| Quantum of Solace                                                                                  | 2009. március 26.                   | Eurocom                     | Igen | Igen | Igen | Igen |

1. ↑  A Kingdom Hearts II Final Mix+ tartalmazza a Kingdom Hearts Re:Chain of Memories-t. Csak az utóbbit adták ki Észak-Amerikában.

1. 1 2  Atlus játékok, melyet a Square Enix adott ki Európában.

1. ↑  Activision játék, melyet a Square Enix adott ki Japánban.

### PlayStation 3
| Cím                                     | Eredeti megjelenés   | Fejlesztő(k)                         | JP      | NA      | EU      | AUS     |
| --------------------------------------- | -------------------- | ------------------------------------ | ------- | ------- | ------- | ------- |
| Quantum of Solace                       | 2009. március 26.    | Treyarch                             | Igen    | Igen    | Igen    | Igen    |
| Mini Ninjas                             | 2009. szeptember 8.  | IO Interactive, Magic Pockets        |         | Igen    | Igen    | Igen    |
| Call of Duty 4: Modern Warfare          | 2009. szeptember 10. | Infinity Ward                        | Igen    | Igen    | Igen    | Igen    |
| Call of Duty: Modern Warfare 2          | 2009. december 10.   | Infinity Ward                        | Igen    | Igen    | Igen    | Igen    |
| Final Fantasy XIII                      | 2009. december 17.   | Square Enix                          | Igen    | Igen    | Igen    | Igen    |
| Batman: Arkham Asylum                   | 2010. január 14.     | Rocksteady Studios                   | Igen    | Igen    | Igen    | Igen    |
| Star Ocean: The Last Hope International | 2010. február 4.     | tri-Ace                              | Igen    | Igen    | Igen    | Igen    |
| Just Cause 2                            | 2010. március 23.    | Avalanche Studios, Eidos Interactive | Igen    | Igen    | Igen    | Igen    |
| Nier                                    | April 22, 2010       | cavia                                | Igen    | Igen    | Igen    | Igen    |
| Nier Replicant                          | 2010. április 22.    | cavia                                | Igen    |         |         |         |
| Blur                                    | 2010. július 22.     | Bizarre Creations                    | Igen    | Igen    | Igen    | Igen    |
| Kane & Lynch 2: Dog Days                | 2010. augusztus 17.  | IO Interactive                       | Igen    | Igen    | Igen    | Igen    |
| Front Mission Evolved                   | 2010. szeptember 16. | Double Helix Games                   | Igen    | Igen    | Igen    | Igen    |
| Singularity                             | 2010. szeptember 22. | Raven Software                       | Igen    | Igen    | Igen    | Igen    |
| Call of Duty: Black Ops                 | 2010. november 18.   | Treyarch                             | Igen    | Igen    | Igen    | Igen    |
| James Bond 007: Blood Stone             | 2011. január 13.     | Bizzare Creations                    | Igen    | Igen    | Igen    | Igen    |
| MindJack                                | 2011. január 18.     | feelplus                             | Igen    | Igen    | Igen    |         |
| Tomb Raider Trilogy Pack                | 2011. március 22.    | Crystal Dynamics                     |         | Igen    | Igen    | Igen    |
| Dungeon Siege III                       | 2011. június 17.     | Obsidian Entertainment               | Érkezik | Érkezik | Érkezik | Érkezik |
| Dead Island                             | 2011. augusztus 1.   | Techland                             | Érkezik | Érkezik | Érkezik | Érkezik |
| Deus Ex: Human Revolution               | 2011. augusztus 23.  | Eidos Montreal                       | Érkezik | Érkezik | Érkezik | Érkezik |
| Final Fantasy XIII-2                    | 2011.                | Square Enix                          | Érkezik | Érkezik | Érkezik | Érkezik |
| Final Fantasy XIV                       | TBA                  | Square Enix                          | Érkezik | Érkezik | Érkezik | Érkezik |
| Tomb Raider                             | TBA                  | Crystal Dynamics                     |         |         |         |         |
| Hitman: Absolution                      | TBA                  | IO Interactive                       |         |         |         |         |
| Final Fantasy Versus XIII               | TBA                  | Square Enix                          |         |         |         |         |
| Thief 4                                 | TBA                  | Eidos Montreal                       |         |         |         |         |
| Fortress                                | TBA                  | GRIN                                 |         |         |         |         |

1. 1 2 3 4 5 6 7  Activision játékok, melyeket a Square Enix adott ki Japánban.

1. ↑  Eidos Interactive játék, melyet a Square Enix adott ki Japánban.

### PlayStation Portable
| Cím                                                     | Eredeti megjelenés   | Fejlesztő(k)           | JP      | NA   | EU   | AUS  |
| ------------------------------------------------------- | -------------------- | ---------------------- | ------- | ---- | ---- | ---- |
| Valkyrie Profile: Lenneth                               | 2006. március 2.     | Tose                   | Igen    | Igen | Igen | Igen |
| Dragon Quest & Final Fantasy in Itadaki Street Portable | 2006. május 25.      | Think Garage           | Igen    |      |      |      |
| Final Fantasy                                           | 2007. április 19.    | Tose                   | Igen    | Igen | Igen | Igen |
| Final Fantasy Tactics: The War of the Lions             | 2007. május 10.      | Tose                   | Igen    | Igen | Igen | Igen |
| Final Fantasy II                                        | 2007. június 7.      | Tose                   | Igen    | Igen | Igen | Igen |
| Crisis Core: Final Fantasy VII                          | 2007. szeptember 13. | Square Enix            | Igen    | Igen | Igen | Igen |
| Star Ocean: First Departure                             | 2007. december 27.   | Tose                   | Igen    | Igen | Igen |      |
| Star Ocean: Second Evolution                            | 2008. április 2.     | Tose                   | Igen    | Igen | Igen | Igen |
| Space Invaders Extreme                                  | 2008. június 17.     | Taito, Gulti           | Igen    | Igen | Igen | Igen |
| Dissidia: Final Fantasy                                 | 2008. december 18.   | Square Enix            | Igen    | Igen | Igen | Igen |
| Dissidia: Final Fantasy Universal Tuning                | 2009. november 1.    | Square Enix            | Igen    |      |      |      |
| Kingdom Hearts Birth by Sleep                           | 2010. január 9.      | Square Enix            | Igen    | Igen | Igen | Igen |
| Lord of Arcana                                          | 2010. október 14.    | Access Games           | Igen    | Igen | Igen | Igen |
| Tactics Ogre: Let Us Cling Together                     | 2010. november 11.   | Square Enix            | Igen    | Igen | Igen | Igen |
| The 3rd Birthday                                        | 2010. december 22.   | Square Enix, HexaDrive | Igen    | Igen | Igen | Igen |
| Kingdom Hearts Birth by Sleep Final Mix                 | 2011. január 20.     | Square Enix            | Igen    |      |      |      |
| Dissidia 012 Final Fantasy                              | 2011. március 3.     | Square Enix            | Igen    | Igen | Igen | Igen |
| Final Fantasy IV: Complete Collection                   | 2011. március 24.    | Square Enix            | Igen    | Igen | Igen | Igen |
| Final Fantasy Type-0                                    | 2011.                | Square Enix            | Érkezik |      |      |      |

1. ↑  Taito játék, melyet a Square Enix adott ki Európában és Ausztráliában.

### Wii
| Cím                                                            | Eredeti megjelenés  | Fejlesztő(k)                      | JP   | NA   | EU   | AUS  |
| -------------------------------------------------------------- | ------------------- | --------------------------------- | ---- | ---- | ---- | ---- |
| Dragon Quest Swords: The Masked Queen and the Tower of Mirrors | 2007. július 12.    | Genius Sonority, Eighting         | Igen | Igen | Igen | Igen |
| Final Fantasy Fables: Chocobo's Dungeon                        | 2007. december 13.  | h.a.n.d.                          | Igen | Igen | Igen |      |
| Soul Eater: Monotone Princess                                  | September 25, 2008  | Square Enix                       | Igen |      |      |      |
| Final Fantasy Crystal Chronicles: Echoes of Time               | 2009. január 29.    | Square Enix                       | Igen | Igen | Igen | Igen |
| Quantum of Solace                                              | 2009. március 26.   | Beenox                            | Igen | Igen | Igen | Igen |
| Major Minor's Majestic March                                   | 2009. április 23.   | NanaOn-Sha                        | Igen | Igen | Igen | Igen |
| Fullmetal Alchemist: Prince of the Dawn                        | 2009. augusztus 13. | Eighting                          | Igen |      |      |      |
| Mini Ninjas                                                    | 2009. szeptember 8. | IO Interactive, Eidos Interactive |      | Igen | Igen | Igen |
| Final Fantasy Crystal Chronicles: The Crystal Bearers          | 2009. november 12.  | Square Enix                       | Igen | Igen | Igen | Igen |
| Fullmetal Alchemist: Daughter of the Dusk                      | 2009. december 10.  | Eighting                          | Igen |      |      |      |
| Pony Friends 2                                                 | 2010. február 23.   | Tantalus Media                    |      | Igen | Igen |      |
| Ojako de Aszobo: Miffy no Omocsa Bako                          | 2010. március 18.   | h.a.n.d.                          | Igen |      |      |      |
| Dragon Quest: Monsters Battle Road Victory                     | 2010. július 15.    | Rocket Studio, Eighting           | Igen |      |      |      |
| Mario Sports Mix                                               | 2010. november 25.  | Square Enix                       | Igen | Igen | Igen | Igen |
| Dragon Quest X                                                 | TBA                 | TBA                               |      |      |      |      |

1. ↑  Activision játék, melyet a Square Enix adott ki Japánban.

1. ↑  Majesco Entertainment játék, melyet a Square Enix adott ki Japánban.

### Xbox 360
| Cím                            | Eredeti megjelenés               | Fejlesztő(k)                         | JP      | NA      | EU      | AUS     |
| ------------------------------ | -------------------------------- | ------------------------------------ | ------- | ------- | ------- | ------- |
| Final Fantasy XI               | 2002. május 16. (a Square által) | Square                               | Igen    | Igen    | Igen    | Igen    |
| Project Sylpheed               | 2006. szeptember 28.             | Game Arts, SETA                      | Igen    | Igen    | Igen    | Igen    |
| Infinite Undiscovery           | 2008. szeptember 2.              | tri-Ace                              | Igen    | Igen    | Igen    | Igen    |
| The Last Remnant               | 2008. november 20.               | Square Enix                          | Igen    | Igen    | Igen    | Igen    |
| Star Ocean: The Last Hope      | 2009. február 19.                | tri-Ace                              | Igen    | Igen    | Igen    | Igen    |
| Quantum of Solace              | 2009. március 26.                | Treyarch                             | Igen    | Igen    | Igen    | Igen    |
| Mini Ninjas                    | 2009. szeptember 8.              | IO Interactive, Magic Pockets        |         | Igen    | Igen    | Igen    |
| Call of Duty 4: Modern Warfare | 2009. szeptember 10.             | Infinity Ward                        | Igen    | Igen    | Igen    | Igen    |
| Gyromancer                     | 2009. november 18.               | PopCap Games                         | Igen    | Igen    | Igen    | Igen    |
| Call of Duty: Modern Warfare 2 | 2009. december 10.               | Infinity Ward                        | Igen    | Igen    | Igen    | Igen    |
| Batman: Arkham Asylum          | 2010. január 14.                 | Rocksteady Studios                   | Igen    | Igen    | Igen    | Igen    |
| Final Fantasy XIII             | 2010. március 9.                 | Square Enix                          | Igen    | Igen    | Igen    | Igen    |
| Supreme Commander 2            | 2010. március 16.                | Gas Powered Games                    | Igen    | Igen    | Igen    | Igen    |
| Just Cause 2                   | 2010. március 23.                | Avalanche Studios, Eidos Interactive | Igen    | Igen    | Igen    | Igen    |
| Nier                           | 2010. április 22.                | cavia                                | Igen    | Igen    | Igen    | Igen    |
| Blur                           | 2010. július 22.                 | Bizarre Creations                    | Igen    | Igen    | Igen    | Igen    |
| Kane & Lynch 2: Dog Days       | 2010. augusztus 17.              | IO Interactive                       | Igen    | Igen    | Igen    | Igen    |
| Front Mission Evolved          | 2010. szeptember 16.             | Double Helix Games                   | Igen    | Igen    | Igen    | Igen    |
| Singularity                    | 2010. szeptember 22.             | Raven Software                       | Igen    | Igen    | Igen    | Igen    |
| Call of Duty: Black Ops        | 2010. november 18.               | Treyarch                             | Igen    | Igen    | Igen    | Igen    |
| James Bond 007: Blood Stone    | 2011. január 13.                 | Bizarre Creations                    | Igen    | Igen    | Igen    | Igen    |
| MindJack                       | 2011. január 18.                 | feelplus                             | Igen    | Igen    | Igen    |         |
| Dungeon Siege III              | 2011. június 17.                 | Obsidian Entertainment               | Érkezik | Érkezik | Érkezik | Érkezik |
| Dead Island                    | 2011. augusztus 1.               | Techland                             | Érkezik | Érkezik | Érkezik | Érkezik |
| Deus Ex: Human Revolution      | 2011. augusztus 23.              | Eidos Montreal                       | Érkezik | Érkezik | Érkezik | Érkezik |
| Final Fantasy XIII-2           | 2011.                            | Square Enix                          | Érkezik | Érkezik | Érkezik | Érkezik |
| Tomb Raider                    | TBA                              | Crystal Dynamics                     |         |         |         |         |
| Hitman: Absolution             | TBA                              | IO Interactive                       |         |         |         |         |
| Thief 4                        | TBA                              | Eidos Montreal                       |         |         |         |         |
| Fortress                       | TBA                              | GRIN                                 |         |         |         |         |

1. 1 2 3 4 5 6 7  Activision játékok, melyeket a Square Enix adott ki Japánban.

1. 1 2  Eidos Interactive játékok, melyeket a Square Enix adott ki Japánban.

## Microsoft Windows
| Cím                            | Eredeti megjelenés   | Fejlesztő(k)                         | JP      | NA      | EU      | AUS     |
| ------------------------------ | -------------------- | ------------------------------------ | ------- | ------- | ------- | ------- |
| Final Fantasy VIII             | 1999. február 11.    | Square Enix                          |         | Igen    |         |         |
| The Last Remnant               | 2009. március 20.    | Square Enix                          | Igen    | Igen    | Igen    | Igen    |
| Mini Ninjas                    | 2009. szeptember 8.  | IO Interactive, Magic Pockets        |         | Igen    | Igen    | Igen    |
| Order of War                   | 2009. szeptember 22. | Wargaming.net                        |         | Igen    | Igen    |         |
| Gyromancer                     | 2009. november 18.   | PopCap Games                         | Igen    | Igen    | Igen    | Igen    |
| Call of Duty: Modern Warfare 2 | 2009. december 23.   | Infinity Ward                        | Igen    | Igen    | Igen    | Igen    |
| Pony Friends 2                 | 2010. február 23.    | Tantalus Media                       |         | Igen    | Igen    |         |
| Supreme Commander 2            | 2010. március 2.     | Gas Powered Games                    |         | Igen    | Igen    | Igen    |
| Just Cause 2                   | 2010. március 23.    | Avalanche Studios, Eidos Interactive |         | Igen    | Igen    | Igen    |
| Kane & Lynch 2: Dog Days       | 2010. augusztus 17   | IO Interactive                       |         | Igen    | Igen    | Igen    |
| Front Mission Evolved          | 2010. szeptember 14. | Double Helix Games                   | Igen    | Igen    | Igen    |         |
| Call of Duty: Black Ops        | 2010. november 9.    | Treyarch                             | Igen    | Igen    |         |         |
| Dungeon Siege III              | 2011. június 17.     | Obsidian Entertainment               | Érkezik | Érkezik | Érkezik | Érkezik |
| Dead Island                    | 2011. augusztus 1.   | Techland                             | Érkezik | Érkezik | Érkezik | Érkezik |
| Deus Ex: Human Revolution      | 2011. augusztus 23.  | Eidos Montreal                       | Érkezik | Érkezik | Érkezik | Érkezik |
| Tomb Raider                    | TBA                  | Crystal Dynamics                     |         |         |         |         |
| Hitman: Absolution             | TBA                  | IO Interactive                       |         |         |         |         |
| Thief 4                        | TBA                  | Eidos Montreal                       |         |         |         |         |
| Fortress                       | TBA                  | GRIN                                 |         |         |         |         |

1. 1 2  Activision játékok, melyeket a Square Enix adott ki Japánban.

## Online játékok
| Cím                                      | Platform(ok)                               | Eredeti megjelenés (jelenlegi állapot)              | Fejlesztő(k)                                | JP   | NA      | EU      | AUS  |
| ---------------------------------------- | ------------------------------------------ | --------------------------------------------------- | ------------------------------------------- | ---- | ------- | ------- | ---- |
| Minna de Quest: Nidzsiiro no Joru        | E-mail                                     | 2001. július 23. (aktív)                            | Lindwurm                                    | Igen |         |         |      |
| Cross Gate                               | Microsoft Windows                          | 2001. július 23. (2007. szeptember 30-án megszűnt)  | Dwango, Zener Works, ponsbic                | Igen |         |         |      |
| Depth Fantasia                           | Microsoft Windows                          | 2001. december 6. (2005. november 13-án megszűnt)   | Headlock                                    | Igen |         |         |      |
| Chase Chase                              | Microsoft Windows                          | 2002. február 28. (2003. május 30-án megszűnt)      | Hi Corporation, Org Corporation             | Igen |         |         |      |
| Final Fantasy XI                         | Microsoft Windows, PlayStation 2, Xbox 360 | 2002. május 16. (aktív)                             | Square                                      | Igen | Igen    | Igen    | Igen |
| Tetra Master                             | Microsoft Windows, PlayStation 2           | 2002. május 16. (2010. december 31-én megszűnt)     | Square                                      | Igen | Igen    | Igen    | Igen |
| Dzsanhourou                              | PlayStation 2                              | 2002. október 7. (aktív)                            | Square                                      | Igen |         |         |      |
| Cosmogurasi: Online Teki Jaszai Szeikacu | Microsoft Windows                          | 2003. március 28. (2005. április 25-én megszűnt)    | MuuMuu, MicroVision, Community Engine       | Igen |         |         |      |
| The King of Automobile Companies         | Webböngésző                                | 2003. október 1. (2005 májusában megszűnt)          | thinkArts                                   | Igen |         |         |      |
| Bakuszó, Yankee Tamasii                  | Microsoft Windows                          | 2003. december 18. (2010. április 28-án megszűnt)   | Atelier Double, Community Engine, thinkArts | Igen |         |         |      |
| Junk Metal                               | Microsoft Windows                          | 2004. április 12. (2005. szeptember 30-án megszűnt) | Metro, BrainNavi                            | Igen |         |         |      |
| Front Mission: Online                    | Microsoft Windows, PlayStation 2           | 2005. május 12. (2008. május 31-én megszűnt         | Square Enix                                 | Igen |         |         |      |
| EverQuest II                             | Microsoft Windows                          | 2005. június 16. (aktív)                            | Sony Online Entertainment                   | Igen | Igen    | Igen    | Igen |
| Fantasy Earth: ZERO                      | Microsoft Windows                          | 2006. február 23. (aktív)                           | Multiterm                                   | Igen | Igen    |         |      |
| Concerto Gate                            | Microsoft Windows                          | 2007. július 18. (aktív)                            | ponsbic                                     | Igen | Igen    |         |      |
| Final Fantasy XIV                        | Microsoft Windows, PlayStation 3           | 2010. szeptember 22. (active)                       | Square Enix                                 | Igen | Igen    | Igen    | Igen |
| Chocobo's Crystal Tower                  | Facebook játék                             | 2010. október 25. (aktív)                           | h.a.n.d.                                    | Igen | Igen    | Igen    | Igen |
| Knights of the Crystals                  | Facebook játék                             | 2010. november 2. (aktív)                           | Square Enix                                 | Igen | Igen    | Igen    | Igen |
| Wakfu                                    | Linux, Mac OS X, Microsoft Windows         | 2011 .                                              | Ankama Studio                               |      | Érkezik | Érkezik |      |

1. 1 2 3 4  Először az Enix adta ki.

1. ↑  A szolgáltatást 2006. szeptember 1-jén átvette az Isao Corporation.

1. 1 2 3 4  Először a Square adta ki. A PlayStation 2 verzió csak Japánban és Észak-Amerikában érhető el.

1. ↑  Sony Online Entertainment játék, melyet Japánban a Square Enix adott ki. A szolgáltatást 2006. július 1-jén átvette a Sony Online Entertainment.

1. 1 2  A szolgáltatást 2006. november 1-jén átvette a Gamepot.

1. ↑  Ankama Games játék, melyet Európában a Square Enix adott ki.

## Törölt játékok
| Cím                     | Platform(ok)                               | Törlés ideje       | Fejlesztő(k)                        | JP | NA | EU | AUS |
| ----------------------- | ------------------------------------------ | ------------------ | ----------------------------------- | -- | -- | -- | --- |
| Downfall: San Francisco | PlayStation 3, Xbox 360, Microsoft Windows | 2010. augusztus 6. | Crystal Dynamics                    |    |    |    |     |
| Highlander: The Game    | PlayStation 3, Xbox 360, Microsoft Windows | 2010. december 10. | Eidos Interactive, Widescreen Games |    |    |    |     |
| Gun Loco                | Xbox 360                                   | 2011. március 18.  | Square Enix                         |    |    |    |     |

## Egyéb játékok
| Cím                                              | Adathordozó      | Eredeti megjelenés   | Fejlesztő(k)  | JP   | NA | EU | AUS |
| ------------------------------------------------ | ---------------- | -------------------- | ------------- | ---- | -- | -- | --- |
| Kensin Dragon Quest: Jomigaerisi Denszecu no Ken | Televíziós játék | 2003. szeptember 19. | SSD           | Igen |    |    |     |
| Dragon Quest: Monster Battle Road                | Arcade játék     | 2007 júniusa         | Rocket Studio | Igen |    |    |     |
| Lord of Vermilion                                | Arcade játék     | 2008. június 17.     | Think Garage  | Igen |    |    |     |
| Lord of Vermilion II                             | Arcade játék     | 2009. szeptember 30. | Think Garage  | Igen |    |    |     |
| Dragon Quest: Monster Battle Road II Legends     | Arcade játék     |                      | Rocket Studio | Igen |    |    |     |